# Regiunea Argeș

Regiunea Argeş în cadrul împărţirii administrative a României 1950-1952

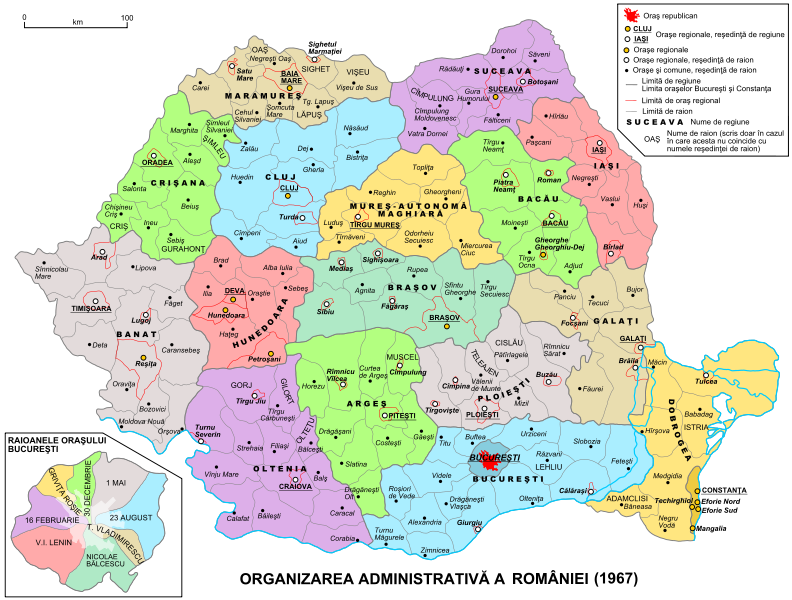
Regiunea Argeş în cadrul împărţirii administrative a României (1960-1968)

Regiunea Argeș a fost o diviziune administrativ-teritorială situată în zona de centru-sud a Republicii Populare Române, înființată în anul 1950, când au fost desființate județele (prin Legea nr.5/6 septembrie 1950). Ea a existat până în anul 1952, când teritoriul său s-a unit cu cel al regiunii Vâlcea, pentru a forma regiunea Pitești. După reorganizarea din 1956 s-a schimbat numele regiunii Pitești în cel de regiunea Argeș.

## Istoric
Reședința regiunii a fost la Pitești, iar teritoriul său cuprindea până la reorganizarea din 1952 un teritoriu asemănător cu cel al actualului județ Argeș. După reorganizare, el a cuprins teritorii ce aparțin în prezent județelor Vâlcea și Argeș.

## Vecinii regiunii Argeș
Regiunea Argeș se învecina:
- (1950 - 1952): la est cu regiunile Prahova și București, la sud cu regiunile Teleorman și Dolj, la vest cu regiunea Vâlcea, iar la nord cu regiunile Sibiu și Stalin.
- (1956 - 1968): la est cu regiunea Ploiești, la sud cu regiunea București, la vest cu regiunea Oltenia și la nord cu regiunea Brașov.

## Raioanele regiunii Argeș
Între 1950 și 1952, Regiunea Argeș cuprindea 5 raioane: Costești, Curtea de Argeș, Muscel, Pitești și Slatina.
Între 1956 și 1968, Regiunea Argeș cuprindea 13 raioane: Băbeni-Bistrița, Costești, Curtea de Argeș, Drăgănești-Olt, Drăgășani, Găești, Horezu, Loviștea, Muscel, Pitești, Râmnicu Vâlcea, Slatina și Topoloveni.